# Neil Bonnett
Lawrence Neil Bonnett, född 30 juli 1946 i Hueytown i Alabama i USA, död 11 februari 1994 i Daytona Beach, Florida, USA, var en amerikansk racerförare.

## Racingkarriär
Bonnett gjorde sin debut i Nascar Winston Cup Series 1974, och tog sin första seger 1977 på Richmond International Raceway. Han vann 18 race i serien, och tog sin bästa mästerskapsposition 1985, då han körde för Junior Johnsons team. Han var då stallkollega till Darrell Waltrip, som vann titeln samma år. Han kraschade allvarligt på Darlington Raceway, och var tvungen att göra ett uppehåll, sedan han drabbats av minnesförlust. Han blev kommentator på TV under ett par år, innan han återvände till Nascar som förare. Inför säsongen 1994 kraschade Bonnett under träning inför Daytona 500. Han avled av skadorna han ådrog sig i kraschen. Bonnett valdes postumt in i International Motorsports Hall of Fame 2001.